# Sorbosa
La sorbosa és una cetosa que és un sucre monosacàrid. Té una dolçor equivalent al de la sacarosa (sucre de taula). La producció comercial de la vitamina C (àcid ascòrbic) sovint es fa a partir de la sorbosa. A la natura es troba en forma de l'isòmer levogir (l-sorbosa). En el laboratori es pot obtenir a partir del d-sorbitol usant el bacteri Gluconobacter oxydans o espècies d'Acetobacter. Tot i tenir una estructura molt semblant a la de la d-fructosa, hi ha molt pocs treballs que descriguin transformacions senzilles de l-sorbosa, a part del seu ús per a la síntesi de vitamina C i d'alguns sucres rars, com ara la d-tagatosa i l'l-iditol. Tanmateix, té un gran potencial per a la síntesi de compostos orgànics.